# Andreas Werr
Andreas Werr är en svensk ekonom och professor i företagsekonomi vid Handelshögskolan i Stockholm.
Werr är professor i företagsekonomi med särskild inriktning mot professional services vid Handelshögskolan i Stockholm. Sedan 2023 ledamot av Kungliga Ingenjörsvetenskapsakademin.